# Campionato nordamericano femminile under 18 di pallavolo 2004
Il campionato nordamericano femminile under 18 di pallavolo 2004 si è svolto dal 14 al 17 luglio 2004 a Cataño, a Porto Rico: al torneo hanno partecipato quattro squadre nazionali nordamericane under 18 e la vittoria finale è andata per la terza volta, la seconda consecutiva, agli Stati Uniti.

## Impianti
|                                                                          |  |  |
|                                                                          |  |  |
| Coliseo Cosme Beitía Sálamo Città: Cataño Capienza: - Anno d'apertura: - |  |  |

## Regolamento
Le squadre hanno disputato un round-robin; al termine del round-robin:
- La prima classificata ha acceduto direttamente alla finale, mentre la seconda e la terza classificata hanno acceduto alla semifinale.

### Criteri di classifica
In caso di vittoria è prevista l'assegnazione di 2 punti, mentre in caso di sconfitta è prevista l'assegnazione di 1 punto.
L'ordine del posizionamento in classifica è stato definito in base a:
- Punti;
- Ratio dei punti realizzati/subiti;
- Ratio dei set vinti/persi;
- Risultati degli scontri diretti.

## Squadre partecipanti
| Squadra     | Qualificazione      | Ultima partecipazione |
| ----------- | ------------------- | --------------------- |
| Guatemala   | -                   | ?                     |
| Messico     | -                   | ?                     |
| Porto Rico  | Paese organizzatore | Stati Uniti 2002      |
| Stati Uniti | -                   | Stati Uniti 2002      |

## Torneo

### Round-robin

#### Risultati
| 14 luglio 2004 Coliseo Cosme Beitía Sálamo, Cataño Durata: 1h:00 - Spettatori: 318   | Stati Uniti | 3 - 0 | Messico     | 25-22, 25-13, 25-19               |
| 14 luglio 2004 Coliseo Cosme Beitía Sálamo, Cataño Durata: 1h:06 - Spettatori: 1 010 | Porto Rico  | 3 - 0 | Guatemala   | 25-12, 25-14, 25-15               |
| 15 luglio 2004 Coliseo Cosme Beitía Sálamo, Cataño Durata: 0h:52 - Spettatori: 250   | Stati Uniti | 3 - 0 | Guatemala   | 25-12, 25-9, 25-9                 |
| 15 luglio 2004 Coliseo Cosme Beitía Sálamo, Cataño Durata: 1h:58 - Spettatori: 850   | Porto Rico  | 2 - 3 | Messico     | 15-25, 25-21, 25-14, 22-25, 11-15 |
| 16 luglio 2004 Coliseo Cosme Beitía Sálamo, Cataño Durata: 0h:51 - Spettatori: 232   | Messico     | 3 - 0 | Guatemala   | 25-7, 25-5, 25-7                  |
| 16 luglio 2004 Coliseo Cosme Beitía Sálamo, Cataño Durata: 1h:51 - Spettatori: 800   | Porto Rico  | 2 - 3 | Stati Uniti | 25-23, 25-14, 24-26, 18-25, 8-15  |

#### Classifica
| Pos | Squadra     | Pt | G | V | P | SV | SP | Ratio | PF  | PS  | Ratio |
| --- | ----------- | -- | - | - | - | -- | -- | ----- | --- | --- | ----- |
| 1   | Stati Uniti | 6  | 3 | 3 | 0 | 9  | 2  | 4,500 | 253 | 184 | 1,375 |
| 2   | Porto Rico  | 5  | 3 | 2 | 1 | 6  | 5  | 1,200 | 229 | 192 | 1,193 |
| 3   | Messico     | 4  | 3 | 1 | 2 | 7  | 6  | 1,167 | 273 | 244 | 1,119 |
| 4   | Guatemala   | 3  | 3 | 0 | 3 | 0  | 9  | 0,000 | 90  | 225 | 0,400 |

### Semifinale
| 17 luglio 2004 Coliseo Cosme Beitía Sálamo, Cataño Durata: 1h:53 - Spettatori: 800 | Porto Rico | 3 - 2 | Messico | 25-16, 18-25, 25-23, 23-25, 15-11 |

### Finale
| 17 luglio 2004 Coliseo Cosme Beitía Sálamo, Cataño Durata: 1h:02 - Spettatori: 1 600 | Stati Uniti | 3 - 0 | Porto Rico | 25-12, 25-22, 25-15 |

## Classifica finale
| Pos     | Squadra     |
| ------- | ----------- |
| Oro     | Stati Uniti |
| Argento | Porto Rico  |
| Bronzo  | Messico     |
| 4.      | Guatemala   |

## Premi individuali
| Premio                 | Nome            | Squadra     |
| ---------------------- | --------------- | ----------- |
| MVP                    | Megan Hodge     | Stati Uniti |
| Miglior attaccante     | Megan Hodge     | Stati Uniti |
| Miglior servizio       | Alisha Glass    | Stati Uniti |
| Miglior palleggiatrice | Rachel Holloway | Stati Uniti |
| Miglior ricevitrice    | Kim Kuzma       | Stati Uniti |